# Quercus brantii
Quercus brantii (дуб Бранта) — вид рослин з родини Букові (Fagaceae); поширений у західній частині Азії.

## Опис
Листопадне невелике дерево. Досягає 10 м, зі стовбуром до 0.8 м в діаметрі; часто менше. Крона округла. Кора потріскана, сіра. Гілки товсті, розлогі. Молоді гілочки з жовтуватим запушенням. Листки 6–12 × 4–8 см, шкірясті, овальні або довгасто-овальні; верхівка гостра; основа округла або серцеподібна; сірувато-зелені, ледь зірчасто запушені зверху; жовтуваті, із зірчастими та залозистими волосками знизу; ніжка листка 1–2 см завдовжки. Чоловіче суцвіття довжиною 4–5 см; маточкові суцвіття завдовжки 15 см. Жолудь до 5 см завдовжки; чашечка ± сидяча, 4 см у діаметрі, 2–3 см у висоту, з довгими, запушеними, вузькими лусочками, верхні відшаровуються.

## Середовище проживання
Поширений у західній частині Азії від сх. і пд.-сх. Туреччини до пн. і зх. Ірану.
Трапляється або в чистих насадженнях, або в суміші з іншими дубами. Висота зростання: 300–1900 м.

## Використання
Дерево вирубують на дрова..

## Галерея

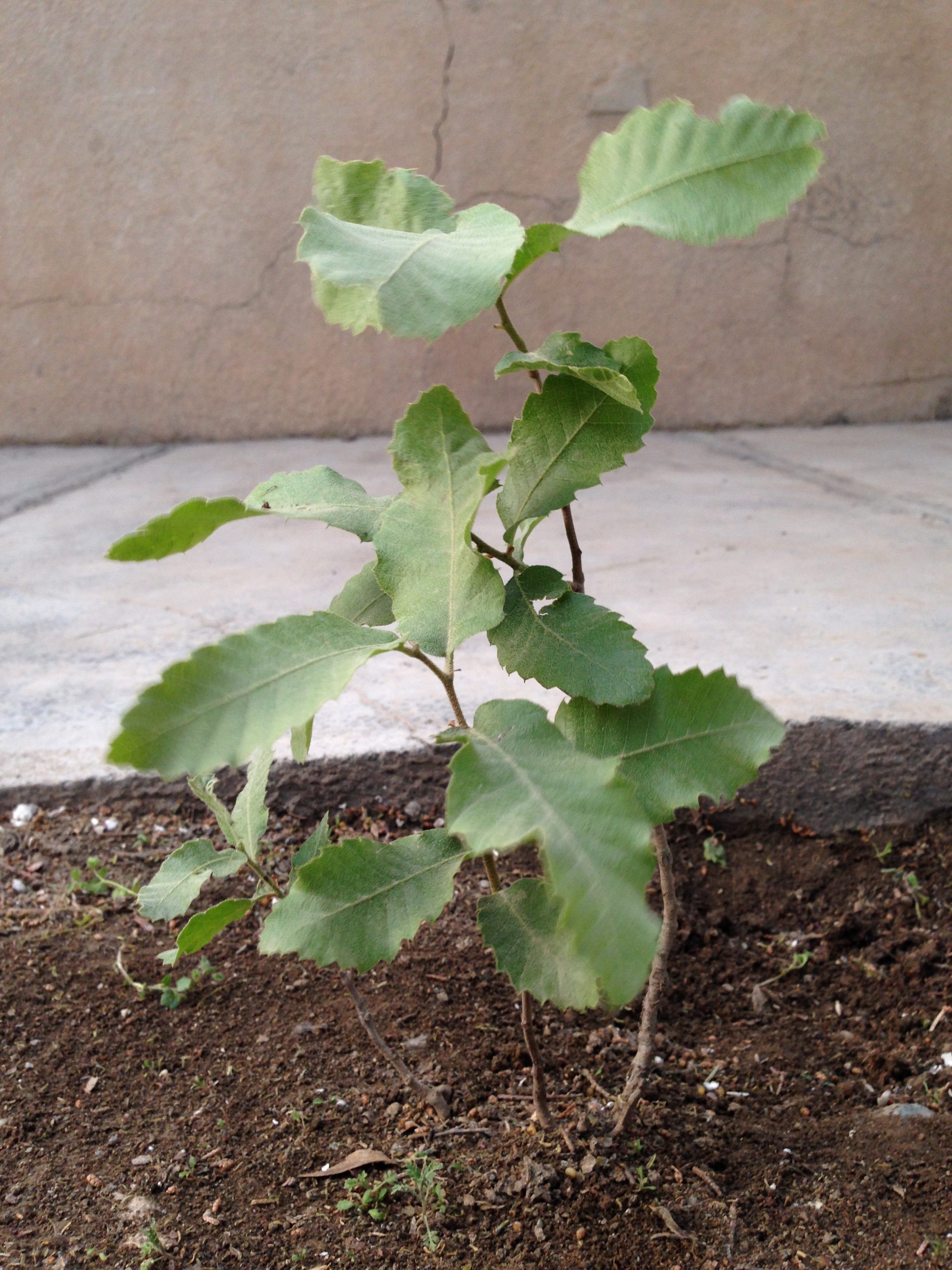
молода рослина
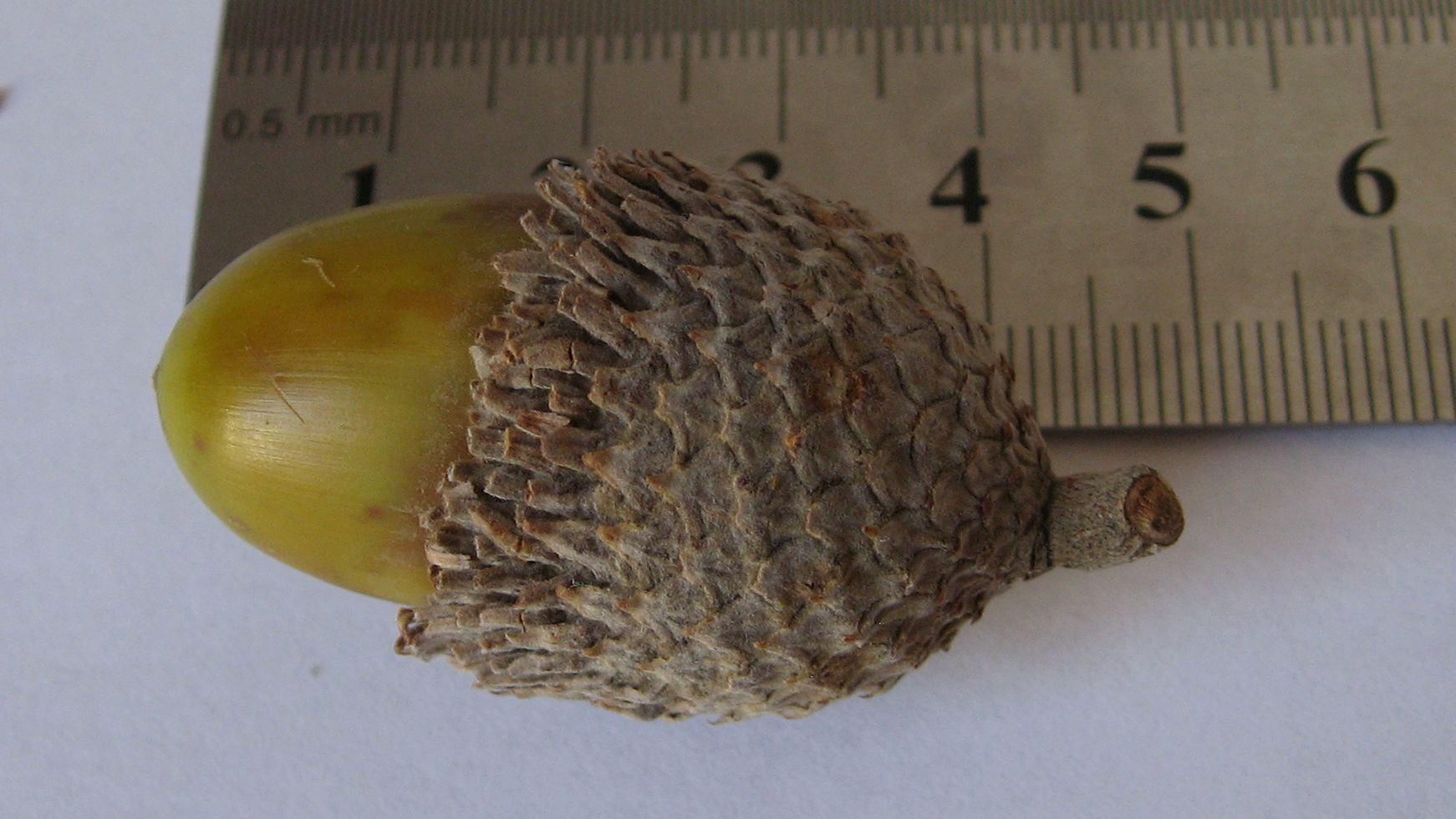
жолудь